# 粗基毛管蚜
粗基毛管蚜（学名：Greenidea (Trichosiphum）为毛管蚜科毛管蚜屬下的一个种。其种加词“nigra”意为“黑色的，暗色的”。